# Mabel Parton
Mabel Parton (n. 22 iulie 1881, Londra, Regatul Unit al Marii Britanii și Irlandei – d. 12 august 1962, Surrey, Anglia, Regatul Unit) a fost o jucătoare de tenis britanică, medaliată olimpică. A participat la o ediție a Jocurilor Olimpice (1912) în care a câștigat o medalie de bronz.

## Participări
Lista de mai jos prezintă principalele competiții la care a participat Mabel Parton de-a lungul carierei.
- tennis at the 1912 Summer Olympics – women's indoor singles[*]